# Ingeborg-Bachmann-Preis 1988
Der Ingeborg-Bachmann-Preis 1988 war der 12. Wettbewerb um den Literaturpreis. Die Veranstaltung fand im Klagenfurter ORF-Theater des Landesstudios Kärnten statt. Sechs der elf Juroren waren aus der Vorjahres-Jury wiedergekehrt, darunter beide DDR-Juroren, Werner Liersch und Helga Schubert. Zum ersten Mal gab es einen Moderator, der weder an den Diskussionen noch an den Abstimmungen teilnahm: zwar bescheinigte die Presse Ernst Grissemann, er „wirke arg deplaciert“, aber es blieb dabei und Grissemann führte noch bis 1997 durch den Wettbewerb.

## Autoren
- Sylvia Brandis
- Rudolf Brun
- Wolfgang de Bruyn
- Günter Franzen
- Hartmut Geerken
- Bernhard Gierds
- Anselm Glück
- Peter Haffner
- Alois Haider
- Christoph Keller
- Walter Klier
- Angela Krauß
- Jochen Langer
- Klaus Modick
- Andreas Neumeister
- Jost Nickel
- Angela Praesent
- Elisabeth Reichart
- Flavio Steimann
- Brigitte Struzyk
- Hans-Eckardt Wenzel
- Michael Wildenhain

## Juroren
- Peter Demetz
- Jörg Drews
- Volker Hage
- Andreas Isenschmid
- Urs Jaeggi
- Hellmuth Karasek
- Werner Liersch
- Gisela Lindemann
- Gerhard Melzer
- Helga Schubert
- Herbert Zeman

## Preisträger
- Ingeborg-Bachmann-Preis (dotiert mit 150.000 ÖS): Angela Krauß für Der Dienst
- Preis des Landes Kärnten (dotiert mit 75.000 ÖS): Anselm Glück für geschichte
- Ernst-Willner-Preis (60.000 ÖS): Michael Wildenhain für Enger Ort
- Stipendium der Kärntner Industrie (dotiert mit 30.000 ÖS): Sylvia Brandis für Eine Freundin ganz besonderer Art
- Stipendium der 23 Verlage (dotiert mit 30.000 ÖS): Bernhard Gierds für Die Flucht der Kanarienvögel